# L'Ideal
L'Ideal fou un periòdic republicà de Lleida.
Va ser fundat el 1898 per Manel Perenya com a setmanari en català i castellà. El 1909 esdevingué diari, i, a partir del 1919, fou redactat sencer en català. Antoni Puch i Ferrer en fou director entre 1912 i 1923, quan fou suspès per la Dictadura de Primo de Rivera.
Portaveu de la Joventut Republicana de Lleida, el 1930 fou substituït per La Jornada, fins al gener del 1936, quan aparegué com a setmanari afiliat a l'Esquerra Republicana de Catalunya.